# کویچاخ امسی
کویچاخ امسی (به آلمانی: Keutschach am See) یک منطقهٔ مسکونی در اتریش است که در ناحیه کلاگن‌فورت-لاند واقع شده‌است. کویچاخ امسی ۲٬۳۴۰ نفر جمعیت دارد.